# Helmut Müller (homme politique)
Pour le joueur de football, voir Helmut Müller (football)
Helmut Müller (né le 31 mai 1952 à Heidelberg) est un homme politique allemand membre du CDU, et bourgmestre de capitale hessoise de Wiesbaden depuis 2007. 